# Серпинский (лунный кратер)
Кратер Серпинский (лат. Sierpinski) — крупный древний ударный кратер в южном полушарии обратной стороны Луны. Название присвоено в честь польского математика Вацлава Серпинского (1882—1969) и утверждено Международным астрономическим союзом в 1970 г. Образование кратера относится к нектарскому периоду.

## Описание кратера
Ближайшими соседями кратера являются кратер Голечек на западе; кратер Врублевский на севере-северо-западе; кратер Барбье на северо-востоке; кратер О’Дей на юге-юго-востоке и кратер Зейдель на юге-юго-западе. На юго-востоке от кратера расположено Море Мечты. Селенографические координаты центра кратера 26°56′ ю. ш. 154°49′ в. д. / 26,93° ю. ш. 154,81° в. д., диаметр 66,9 км, глубина 2,75 км.
Кратер Серпинский имеет полигональную форму и значительно разрушен. Вал сглажен и отмечен множеством мелких кратеров, максимальной высоты достигает в восточной части. Внутренний склон вала неравномерный по ширине, максимальной ширины достигает в восточной части. Дно чаши пересеченное за исключением небольшого ровного участка в западной части. Немного западнее центра расположен массивный хребет тянущийся от центра чаши к северной части внутреннего склона.

## Сателлитные кратеры

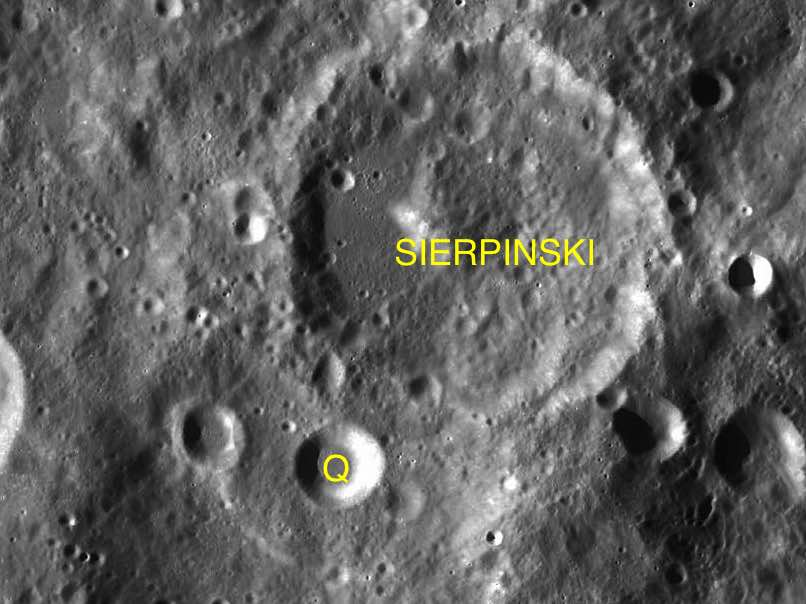
Фрагмент карты LAC-103.

| Серпинский | Координаты                                              | Диаметр, км |
| ---------- | ------------------------------------------------------- | ----------- |
| Q          | 28°11′ ю. ш. 153°50′ в. д. / 28,19° ю. ш. 153,83° в. д. | 14,9        |